# 한일톱텐쇼
《한일톱텐쇼》은 MBN에서 방송 중인 예능 프로그램이다.

## 방송 시간
| 방송국 | 방송 시간                            | 방송 기간                          | 비고 |
| ------ | ------------------------------------ | ---------------------------------- | ---- |
| MBN    | 화요일 밤 9시50분 ~ 수요일 새벽 12시 | 2024년 5월 28일 ~ 2024년 11월 6일  |      |
| MBN    | 화요일 밤 9시50분 ~ 수요일 새벽 12시 | 2025년 3월 25일 ~ 현재             |      |
| MBN    | 월요일 밤 9시 20분 ~ 밤 11시 30분    | 2024년 11월 11일 ~ 2025년 3월 17일 |      |

## 소개
- 한일 국가대표 현역 가수들이 출격, 치열한 명곡 대결을 벌이는 음악 예능 쇼 프로그램

## 출연자

### 역대MC
| 역대 | 진행자 | 진행자 | 진행자 | 진행 기간              | 비고        |
| 역대 | 남성   | 남성   | 여성   | 진행 기간              | 비고        |
| ---- | ------ | ------ | ------ | ---------------------- | ----------- |
| 1대  | 대성   | 강남   | 빈칸   | 2024년 5월 28일 ~ 현재 | [ 2 ] [ 3 ] |

### 현재 출연진
- 전유진
- 마이진
- 별사랑
- 린
- 김다현
- 아즈마 아키(東亜樹)

## 과거 출연자
여러 출연자들의 중도 하차나 개인 사정하는 경우가 있다.

### 현역가왕 Top7
- 박혜신
- 마리아 리스

### TROT GIRLS JAPAN Top7
- 후쿠다 미라이 (福田未来)
- 우타고코로 리에 (歌心りえ)
- 마코토 (Makoto)
- 스미다 아이코 (住田愛子)
- 카노 미유(かのうみゆ)
- 나츠코 (Natsuco)

## 방영 게스트

### 회차 목록
- 2회: 요요미
- 3회: 계은숙, 신유
- 4회: 신성, 에녹, 손태진, 민수현, 신유
- 5회: 강혜연, 요요미, 신유, 에리사
- 6회: 서지오, 한봄, 신유, 김다현의 친구들, 김소희, 준, 김중연
- 7회: 요요미, 한봄, 하이량, 류원정
- 8회: 남진, 나태주, 반가희, 마츠자키 시게루, 김소희
- 9회: 남진, 신성, 에녹, 손태진, 조정민, 마츠자키 시게루
- 10회: 다나카, 강문경, 신승태, 사유리, 김태웅, 장혜리, 김재성
- 11회/12회: 에녹, 손태진
- 13회: 에녹, 신성, 손태진
- 14회: 홍자, 강혜연, 황민우, 김태웅, 신승태, 김중연, 한강, 두리, 에리사
- 15회: 김국환, 김선명, 김려원, 강찬, 요요미, 박구윤, 하쿠나, 마츠모토 루이코
- 16회: 김양, 정미애, 김소유
- 17회: 한봄, 김소유 (김다현 언니, 별사랑 오빠, 전유진 어머니, 마이진 동생, 한봄 어머니, 김소유 어머니) / 김종연 (아이코 조카, 나츠코 어머니, 김중연 어머니, 손태진 사촌 동생, 신성 사촌 형)
- 18회: 주현미, 미나미노 요코
- 19회: 김충훈, 김주택, 정다한, 하리무, 주미 / 나카모토 타이가, 아사히 아이, 쥬리, 노지마 나오토, 박민수
- 20회: 설운도, 신유, 강혜연 / 마츠다 아키히로
- 21회: 리틀 K-타이거즈, 하모나이즈, 퓨전국악 우리 가, 유상욱 / 김지현
- 22회: 진미령, 지나유, 루미나 / 설하윤, 조정민, 타라 리호코, 곽희성
- 23회: 정미애, 윤태화, 홍지윤, 김태연
- 24회: 최진희, 김태웅, 박민수 / 아유미, 이혁, 노민우, 한여름, 오세인
- 25회: 콘도 마사히코
- 26회: 계은숙, 박현호, 김태웅 / 콘도 마사히코, 박민수
- 27회: 민수현, 황민우, 세컨드 / 빈예서, 김유하, 고아인, 김태웅
- 28회: 박민수, 신유 / 홍자, 은가은, 이수연, 하이량
- 30회: 마츠자키 시게루
- 31회: 나카시마 미카
- 38회: 윤윤서

### 장미단
- 손태진, 신성

## 결방 및 편성 변경
- 2024년 12월 30일 : 제주항공 2216편 활주로 이탈 사고로 인하여, 편성으로 결방.
- 2025년 6월 3일 : 대한민국 제21대 대통령 선거 개표방송 관계로 결방.